# Дункель, Рудольф
Рудольф Дункель (нем. Rudolf Dunckel; 10 марта 1922, Дрезден — 16 декабря 1995, Дрезден) — немецкий пианист и музыкальный педагог.
Учился в своём родном городе у Вальтера Шауфусс-Бонини.
Выступал преимущественно как аккомпаниатор выдающихся исполнителей ГДР, в том числе Тео Адама и Петера Шрайера. Дважды принимал участие в записи вокального цикла Роберта Шумана «Зимний путь» — с Адамом и с Зигфридом Фогелем. На протяжении многих лет выступал также вместе с женой, пианисткой Евой Андер, исполняя сочинения для фортепиано в четыре руки.
Многолетний преподаватель Берлинской высшей школы музыки имени Эйслера.